# 1.ª circunscripción senatorial de Chile
La 1.ª circunscripción senatorial de Chile es una de las dieciséis entidades electorales de este tipo que conforman la República de Chile. Su territorio comprende la totalidad de las comunas de la Región de Arica y Parinacota, ubicada geográficamente en el norte grande chileno. Fue creada en 2015 por medio de la ley 20.840, a partir de la antigua 1.ª circunscripción senatorial. Con una población que, según el censo del año 2017, alcanza los 226.068  habitantes, elige dos de los cincuenta senadores que integran el Senado de Chile.

## Representación
A febrero de 2022, la circunscripción senatorial 1 de Chile es representada por los siguientes senadores para el periodo 2018-2026:
| Periodo | Senador | Senador                                      | Senador                     | Senador | Senador                                        | Senador                       | Mandato                                       |
| Periodo | Nombre  | Nombre                                       | Partido                     | Nombre  | Nombre                                         | Partido                       | Mandato                                       |
| ------- | ------- | -------------------------------------------- | --------------------------- | ------- | ---------------------------------------------- | ----------------------------- | --------------------------------------------- |
| LV      |         | José Miguel Insulza Salinas (Santiago, 1943) | Partido Socialista de Chile |         | José Miguel Alberto Durana Semir (Arica, 1960) | Unión Demócrata Independiente | 11 de marzo de 2018 - Actualmente en el cargo |

## Historia electoral

### Elecciones parlamentarias de 2017
| Pacto                               | Pacto                       | Candidato/a                     | Candidato/a                     | Partido                     | Votos                       | %       | Resultado |         |
| ----------------------------------- | --------------------------- | ------------------------------- | ------------------------------- | --------------------------- | --------------------------- | ------- | --------- | ------- |
|                                     | B. Por Todo Chile           |                                 | Pablo Antonio Pizarro Bossay    | IND-PRO                     | 960                         | 1,34%   |           |         |
|                                     | B. Por Todo Chile           | Sandra Cecilia Zapata Velásquez | IND-PRO                         | 836                         | 1,17%                       |         |           |         |
|                                     | G. Frente Amplio            |                                 | Claudio Ojeda Murillo           | PH                          | 1 688                       | 2,36%   |           |         |
|                                     | G. Frente Amplio            | Rodrigo Díaz Bogdanic           | PODER                           | 4 199                       | 5,88%                       |         |           |         |
|                                     | G. Frente Amplio            | Verónica Foppiano Díaz          | PL                              | 7 611                       | 10,66%                      |         |           |         |
|                                     | N. La Fuerza de la Mayoría  |                                 | Salvador Pedro Urrutia Cárdenas | IND-PPD                     | 8 159                       | 11,42%  |           |         |
|                                     | N. La Fuerza de la Mayoría  | José Miguel Insulza Salinas     | PS                              | 14 501                      | 20,30%                      | Senador |           |         |
|                                     | O. Convergencia Democrática |                                 | Trinidad Victoria Parra Correa  | IND-PDC                     | 813                         | 1,14%   |           |         |
|                                     | P. Chile Vamos              |                                 | José Miguel Durana              | UDI                         | 9 639                       | 13,50%  | Senador   |         |
|                                     | P. Chile Vamos              | Rodolfo Barbosa Barrios         | IND-RN                          | 7 118                       | 9,97%                       |         |           |         |
|                                     | P. Chile Vamos              | Mirtha Arancibia Cruz           | RN                              | 1 068                       | 1,50%                       |         |           |         |
|                                     | R. Independientes           |                                 | Enrique Lee Flores              | IND                         | 14 824                      | 20,76%  |           |         |
| Votos válidamente emitidos          | Votos válidamente emitidos  | Votos válidamente emitidos      | Votos válidamente emitidos      | Votos válidamente emitidos  | Votos válidamente emitidos  | 71 416  | 95,34%    | 95,34%  |
| Votos nulos                         | Votos nulos                 | Votos nulos                     | Votos nulos                     | Votos nulos                 | Votos nulos                 | 1 936   | 2,58%     | 2,58%   |
| Votos en blanco                     | Votos en blanco             | Votos en blanco                 | Votos en blanco                 | Votos en blanco             | Votos en blanco             | 1 555   | 2,08%     | 2,08%   |
| Total de sufragios emitidos         | Total de sufragios emitidos | Total de sufragios emitidos     | Total de sufragios emitidos     | Total de sufragios emitidos | Total de sufragios emitidos | 74 907  | 100,00%   | 100,00% |
| Fuente: Servicio Electoral de Chile |                             |                                 |                                 |                             |                             |         |           |         |